# Острови Римського-Корсакова
Острови́ Ри́мського-Корсако́ва — група островів, що розташовані в на південному заході затоки Петра Великого в Японському морі. Адміністративно належать Хасанському району Приморському краю Росії.

## Острови
До складу архіпелагу входять 6 більших островів та декілька дрібних скель:
| Острів        | Площа, км² | Висота, м |
| ------------- | ---------- | --------- |
| Великий Пеліс | 3,10       | 110,0     |
| Стеніна       | 1,27       | 144,3     |
| Де-Ліврона    | 0,39       | 58,5      |
| Матвеєва      | 0,37       | 128,3     |
| Дурново       | 0,14       | 96,9      |
| Гільдебрандта | 0,08       | 91,3      |

Біля острова Стеніна, з південного боку, знаходяться 2 банки — Бойсмана та Іванова.

## Історія
Острови вперше були відкриті 1851 року французькими китобоями, а в 1852 році описані моряками французького бригу «Каприз» і отримали назву Пелес (тобто Голі). Потім острови були досліджені російським екіпажем фрегата «Паллада» та шхуни «Восток» в 1854 році і названі на честь Корсакова. 1859 року описані на позначені на карті екіпажем кліпера «Стрілець» і названі знову Голими. В 1862–1863 роках острови були ретельно досліджені експедицією підполковника корпуса флотських штурманів Василя Бабкіна і названі на честь командира шхуни «Восток» капітан-лейтенанта Воїна Римського-Корсакова.